# Malab asz-Szarika
Malab asz-Szarika – wielofunkcyjny stadion w Szardży, w Zjednoczonych Emiratach Arabskich. Pojemność stadionu wynosi 12 000 widzów. Swoje mecze na nim rozgrywa drużyna Nadi asz-Szarika. Na obiekcie rozegrano m.in. część spotkań młodzieżowych Mistrzostw Świata 2003 oraz Mistrzostw Świata U-17 2013. W pobliżu obiektu mieści się również stadion do krykieta.